# Burgasz
Burgasz (bolgárul: Бургас) ipari központ és kikötő Bulgáriában, üdülőváros a Fekete-tenger partvidékének legnyugatibb pontján. A legnagyobb és legfontosabb bolgár kikötő, a bolgár fekete-tengeri part második legnagyobb városa (Várna után), Bulgária városai közt pedig a negyedik legnagyobb. Burgasz megye székhelye.

## Földrajz
Burgasz az ország keleti részén, a Fekete-tenger nyugati nyúlványa, a Burgaszi-öböl partján fekszik. Átlagos tengerszint feletti magassága 17 m. A város környékén helyezkednek el a Burgaszi-tavak, melyek Bulgária legnagyobb tavai: a várost északról az Atanaszovói-tó, délnyugat felől pedig a Burgaszi-tó határolja.

## Éghajlat
| Hónap                         | Jan. | Feb. | Már. | Ápr. | Máj. | Jún. | Júl. | Aug. | Szep. | Okt. | Nov. | Dec. | Év   |
| ----------------------------- | ---- | ---- | ---- | ---- | ---- | ---- | ---- | ---- | ----- | ---- | ---- | ---- | ---- |
| Átlagos max. hőmérséklet (°C) | 6,4  | 8,1  | 11,3 | 16,0 | 21,2 | 25,8 | 28,4 | 28,2 | 24,4  | 19,1 | 12,9 | 8,3  | 17,6 |
| Átlagos min. hőmérséklet (°C) | −1,4 | −0,7 | 1,9  | 6,1  | 10,7 | 15,1 | 17,4 | 17,2 | 13,5  | 9,1  | 4,4  | 0,6  | 7,9  |
| Átl. csapadékmennyiség (mm)   | 44   | 37   | 48   | 70   | 50   | 62   | 48   | 29   | 46    | 52   | 68   | 45   | 599  |
| Havi napsütéses órák száma    | 76   | 90   | 127  | 177  | 248  | 272  | 329  | 303  | 244   | 165  | 98   | 63   | 2192 |
| Forrás: Climatebase.ru        |      |      |      |      |      |      |      |      |       |      |      |      |      |

## Történelem
Nevét először Manuel Phil bizánci költő említette meg, mint Burgosz vagy görögül Pürgosz, ami tornyot jelent, és a legenda szerint a római utazók tájékozódását segítette valahol a mai kikötő helyén. A várost az ókori görög Apollónia polisz (a mai Szozopol) lakói alapították saját városuk közelében mint katonai és megfigyelő állomást, Pürgosz néven. A rómaiak korában katonai kolóniaként működött, ekkor Deultum volt a neve. Burgasz lakosai a római uralom alatt a birodalom legkülönbözőbb népeiből kerületek ki. Kezdetben görögök éltek itt, majd Anatóliából törökök telepedtek le.
Az 1828-29-es orosz-török háború és a drinápolyi béke után a megtorlástól félő bolgár lakosság a visszavonuló orosz katonákkal együtt szinte teljesen elmenekült Burgaszból. Helyükre törökök, a Fekete-tenger északi partvidékéről muszlim cserkeszek, valamint hazájukat vesztett kárdzsalik érkeztek. Miután 1878-ban megalakult a Bolgár Fejedelemség, 1885-ben Burgasz Bulgáriához került. Ekkor viszont a törökök hagyták el a várost és tértek vissza az anyaországba. Az 1900-as évek elején csupán 6 ezren lakták a várost. A rakpartok és a móló kiépítése után indult fejlődésnek Burgasz. Később már a hajóépítő dokkjairól és a kőolaj-feldolgozó iparáról lett híres a település.

## Gazdaság
Burgasz Bulgária második legnagyobb ipari központja. Több mint 20 000 cég működik a városban, a munkanélküliség pedig 4,3%, ami a legalacsonyabb az országban. Itt működik Délkelet-Európa legnagyobb olajfinomítója, mely a Lukoil tulajdonában van. Burgasz kikötője a legnagyobb teherkikötő Bulgáriában.

## Idegenforgalom

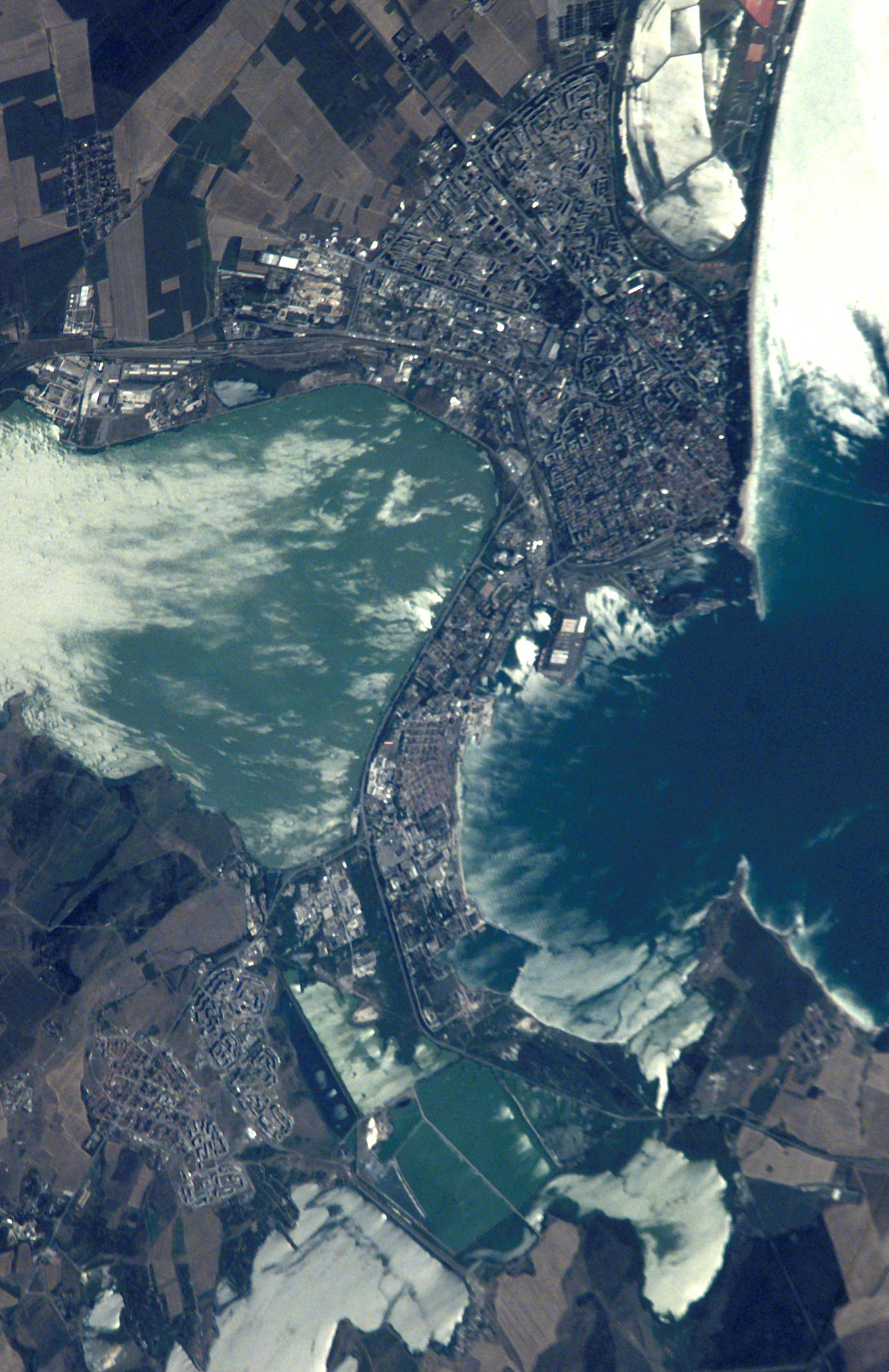
Burgasz a kozmoszból

Délkelet-Bulgária gazdasági, kulturális és turisztikai központja. A Burgaszi repülőtér az egész bolgár déli part légiközlekedési központja, ezért kiinduló helyként szolgál az ország többi fekete-tengeri nyaralóhelyéhez, mint a Napospart, Szozopol vagy Neszebar.
Burgasz a színhelye a minden évben, augusztusban tartott Nemzetközi Folklór Fesztiválnak: az 1965-ben alapított fesztivál világhírnévre tett szert, a világ minden tájáról érkező résztvevők autentikus népviseleteket viselnek, és népi hagyományaikat mutatják be. A fesztivál része szuvenírvásár és bazár, népi zenék csendülnek fel, népi táncokat mutatnak be, és kézműves foglalkozásokon is részt lehet venni.

## Testvérvárosok
- Alexandrúpoli, Görögország
- Poti, Grúzia
- Rotterdam, Hollandia
- Jentaj, Kína
- Miskolc, Magyarország
- Krasznodar, Oroszország
- San Francisco, Amerikai Egyesült Államok

Tervezett partnervárosi kapcsolatok:
- Dunaharaszti, Magyarország

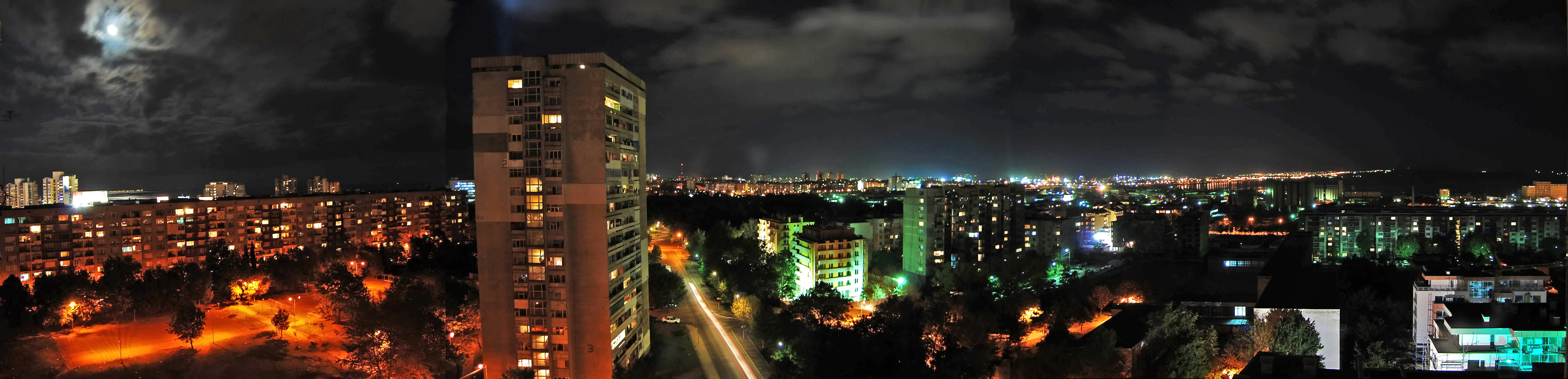
Burgaszi panoráma